# Tsushima (Schiff)
Die Tsushima (japanisch 対馬) war ein Geschützter Kreuzer der Niitaka-Klasse der Kaiserlich Japanischen Marine, der Anfang des 20. Jahrhunderts gebaut wurde und im Russisch-Japanischen Krieg zum Einsatz kam.

## Geschichte
Sie und die einen Monat früher von Stapel gelaufene Niikata werden gemeinhin als Schwesterschiffe bezeichnet, wobei zumeist von der Niitaka-Klasse, gelegentlich auch von der Tsushima-Klasse gesprochen wird. Die beiden Schiffe, nahezu gleichzeitig, aber von zwei verschiedenen japanischen Werften gebaut, waren einander sehr ähnlich, wenn nicht fast identisch. Die Niitaka-Klasse war die zweite Kreuzerklasse, die vollständig in Japan gebaut wurde.

### Bau
Der Bauauftrag für die spätere Tsushima wurde an die Marinewerft in Kure vergeben. Diese legte den Rumpf am 1. Oktober 1901 auf Kiel, das zu Wasser lassen erfolgte am 15. Dezember 1902 und die Indienststellung am 14. Februar 1904.

### Einsatzgeschichte

#### Russisch-Japanischer Krieg
Die Tsushima wurde während des Russisch-Japanischen Krieges 1904–05 in den Dienst aufgenommen. Am 15. Juni 1904 sichtete sie das Unabhängige Kreuzergeschwader Wladiwostok, war jedoch zu spät, um den Hitachi-Maru-Vorfall zu verhindern, der mit der Versenkung von zwei Transportschiffen und dem Verlust von über 1300 Seeleuten und Soldaten endete. Nach der Schlacht im Gelben Meer sichtete sie am 11. August 1904 den russischen Kreuzer Nowik, worauf es zum Seegefecht vor Korsakow kam. Obwohl die Tsushima zwei Treffer unterhalb der Wasserlinie erhielt und zwei Abteilungen voll mit Wasser liefen, konnte sie die Nowik hinhalten, bis der Kreuzer Chitose zu Hilfe kam und die Nowik sich selbstversenkte.
Bei der Seeschlacht bei Tsushima im Mai 1905 gehörte die Tsushima zu den vier Kreuzern der 3. Division des Ersten Geschwaders, die sich mit den russischen Kreuzern Oleg, Aurora und Schemtschug duellierten.

#### Zwischenkriegsjahre
Sie blieb nach dem Krieg im Dienst, wurde aber in den 1920er Jahren abgerüstet. Danach diente sie als Trainingsschiff.

#### Ende
1944 wurde die Tsushima als Zielschiff im Zuge einer Übung mit Torpedos versenkt.

## Name
Die Tsushima war das erste Schiff einer japanischen Marine, welches diesen Namen trug. Benannt nach der historischen Provinz Tsushima auf der Insel Tsushima.